# Malarstwo

Mona Lisa Leonarda da Vinci

Malarstwo – jedna z gałęzi sztuk plastycznych, polegająca na nakładaniu farby lub barwnika na malowaną powierzchnię. Według innej definicji istotą malarstwa jest posługiwanie się linią i barwą na płaszczyźnie. Spośród sztuk plastycznych charakteryzuje się największymi możliwościami odtwórczymi.

## Podział malarstwa
Malarstwo dzieli się ze względu na szereg kryteriów. Ze względu na technikę wyróżnia się m.in: malarstwo olejne, temperę, akwarelę, tusz, fresk, gwasz, pastel, enkaustykę, al secco, witraż, sgraffito, stereochromię. Dzieląc malarstwo tematycznie wyróżnia się: malarstwo rodzajowe, religijne, mitologiczne, historyczne, pejzaż, portret, akt, martwą naturę, wedutę, marynistykę oraz nieprzedstawiające (sztuka abstrakcyjna). W zależności od przeznaczenia i wielkości malarstwo dzieli się na: monumentalne, dekoracyjne, sztalugowe, książkowe, miniaturowe i zdobnicze. Istnieje również podział ze względu na ogólny koloryt (malarstwo polichromiczne i monochromatyczne).

## Historia
Malarstwo jest znane od zarania dziejów ludzkości. Na przestrzeni lat w malarstwie wykształciła się duża liczba tematów, metod technicznych i rozwiązań formalnych. Ponadto malarstwo odegrało wpływ na rozwój innych dziedzin sztuki, takich jak: grafika, rzeźba, scenografia i rzemiosło artystyczne.
Pierwszą formą malarstwa były malowidła naskalne. Pierwsi malarze nanosili naturalne pigmenty (węgiel drzewny, hematyt, ochrę) na powierzchnię za pomocą palców, patyków lub włosów zwierząt. Najwcześniejsze malowidła w Europie znajdują się w we francuskiej jaskini Lascaux. W starożytności (m.in. w Egipcie, Grecji i Rzymie) powszechnie stosowano freski do zdobienia pałaców, domów i grobów. W średniowieczu dominowała tematyka religijna; w Europie Zachodniej dużą rolę odgrywał patronat Kościoła katolickiego. We wczesnym średniowieczu najpopularniejszą formą malarską było iluminowanie rękopisów. W romanizmie upowszechniło się malarstwo naścienne Na wygląd obrazów zaczęło wpływać wprowadzenie złota do kompozycji, a także rozwój technik zdobienia tła. W Cesarstwie Bizantyjskim oraz w Rosji popularne stało się malowanie ikon na drewnianych tablicach. W Chinach malarstwo początkowo traktowano jako rodzaj rzemiosła. Dopiero za rządów dynastii Yuan malarstwo osiągnęło status równy kaligrafii, będącą od II wieku n.e. pierwszą z chińskich sztuk wyzwolonych.
Pod koniec średniowiecza we Włoszech rozwinęło się malarstwo temperowe i freski. Za sprawą malarzy niderlandzkich we włoskim renesansie upowszechniło się malarstwo olejne, które wyparło temperę. Malarstwo renesansowe charakteryzowało się harmonią kompozycji, dbałością o szczegóły oraz wiernym odwzorowaniem modeli. Pojawiły się nowe techniki, takie jak sfumato i chiaroscuro, które stosowali m.in. Leonardo da Vinci i Michał Anioł. W XVI wieku płótno stało się najpowszechniej używanym podkładem pod obrazy. W tym samym okresie artyści zaczęli tworzyć obrazy na zamówienie wielmożów świeckich i mieszczan. Obrazy o tematyce religijnej ustąpiły obrazom o innej tematyce.
W XX wieku powstała sztuka nieprzedstawiająca, która wyparła renesansową koncepcję wiernego odwzorowywania modeli. W tym samym wieku do malarstwa wprowadzono nowe tworzywa i techniki mieszane, stanowiące wynik łączenia wszelkich sztuk plastycznych.